# 端岡村
端岡村（はしおかむら）は、香川県綾歌郡にあった村。
国分寺町を経て現在は高松市の一部となっている。「端岡」の名はJR端岡駅に名を残している。

## 人口
| \| 1920年（大正9年） \| 4,221人 \| \| \| 1925年（大正14年） \| 4,237人 \| \| \| 1930年（昭和5年） \| 4,482人 \| \| \| 1935年（昭和10年） \| 4,544人 \| \| \| 1940年（昭和15年） \| 4,491人 \| \| \| 1947年（昭和22年） \| 6,122人 \| \| \| 1950年（昭和25年） \| 6,164人 \| \| |         |  |
| 総務省統計局 / 国勢調査（1950年） |         |  |
| 1920年（大正9年） | 4,221人 |  |
| 1925年（大正14年） | 4,237人 |  |
| 1930年（昭和5年） | 4,482人 |  |
| 1935年（昭和10年） | 4,544人 |  |
| 1940年（昭和15年） | 4,491人 |  |
| 1947年（昭和22年） | 6,122人 |  |
| 1950年（昭和25年） | 6,164人 |  |

## 歴史
- 1890年2月15日 - 町村制施行に伴い、阿野郡國分村（こくぶむら）、新居村（にいむら）が合併し、端岡村が発足。
- 1899年4月1日 - 阿野郡が鵜足郡と合併し、綾歌郡となる。
- 1950年3月15日 - 村内に昭和天皇の戦後巡幸。端岡中学校に端岡奉迎場を設けて昭和天皇を迎えた[2]。
- 1955年3月20日 - 綾歌郡山内村(やまのうちそん)と合併し、国分寺町が発足。端岡村は消滅。